# Pterophyllum

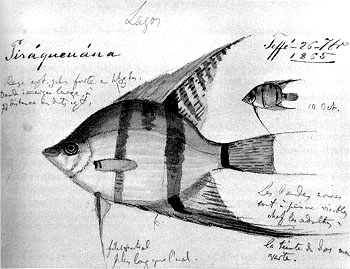
Różnice kształtu głowy pomiędzy gatunkami

Pterophyllum – rodzaj słodkowodnych ryb okoniokształtnych z rodziny pielęgnicowatych (Cichlidae). W języku polskim określane są jako skalary, żaglowce lub ryby księżycowe.

## Występowanie
Zasiedlają wody Ameryki Południowej (Brazylia, Gujana, Gujana Francuska, Kolumbia, Peru, Wenezuela). Swym obszarem obejmują dorzecze rzek Amazonka, Essequibo, Orinoko. Introdukowany w Surinamie (Pterophyllum scalare).

## Charakterystyka
Kształt ciała niemal trójkątny, uformowany przez rozbudowane, długie płetwy – grzbietową i odbytową. Długie płetwy piersiowe przekształcone są w nitkowate wyrostki. W zależności od gatunku w linii bocznej występuje: 46–48 łusek (Pterophyllum altum), 27–29 łusek (Pterophyllum leopoldi) i 30–39 łusek (Pterophyllum scalare).

## Klasyfikacja
Gatunki zaliczane do tego rodzaju:
- Pterophyllum altum Pellegrin, 1903 – żaglowiec wysoki[4]
- Pterophyllum leopoldi (Gosse, 1963)[5]
- Pterophyllum scalare (Schultze, 1823) – skalar[6], żaglowiec skalar[7]

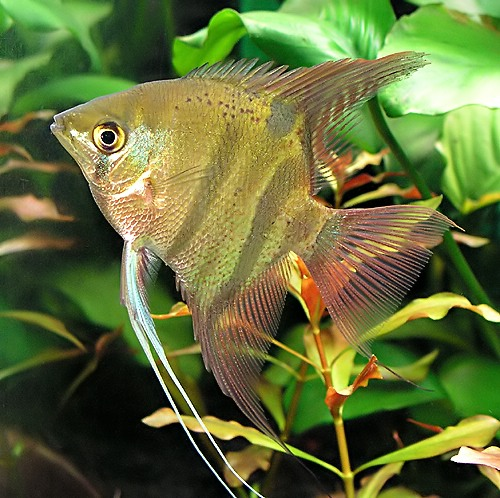
Pterophyllum leopoldi
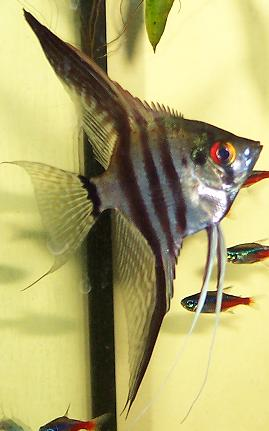
Pterophyllum scalare